# Chou Tien-chen
Chou Tien-cien (geboren op 8 januari 1990) is een badmintonspeler van Taiwan. Hij representeert Chinees Taipei. In 2016 werd hij de eerste lokale badmintonspeler in 17 jaar die de Chinese Taipei Open Grand Prix Gold won in de discipline mannen enkel, sinds de in Indonesië geboren Fung Permadi het toernooi won in 1999. Hij won zijn eerste BWF Superseries titel op de French Open 2014, toen hij de Chinese Wang Zhengming versloeg met 10-21, 25-23, 21-19 in de finale. Hij is de recordhouder van drie opeenvolgende titels op de Bitburger Open Grand Prix Gold van 2012 tot 2014.

## Prestaties

### Zomer Universiade
Mannen enkel
| Jaar | Plaats                                                  | Tegenstander   | Score        | Resultaat |
| ---- | ------------------------------------------------------- | -------------- | ------------ | --------- |
| 2015 | Hwasun Hanium Culture Sports Center, Hwasun, Zuid-Korea | Jeon Hyeok-jin | 19–21, 19–21 | Brons     |
| 2013 | Tennis Academy, Kazan, Rusland                          | Gao Huan       | 9–21, 9–21   | Brons     |

### Aziatische kampioenschappen junioren
Gemengd dubbel
| Jaar | Plaats                                | Partner         | Tegenstander    | Score        | Resultaat |
| ---- | ------------------------------------- | --------------- | --------------- | ------------ | --------- |
| 2008 | Stadium Juara, Kuala Lumpur, Maleisië | Chiang Kai-hsin | Zhang Nan Lu Lu | 19–21, 19–21 | Bronze    |

### BWF World Tour
De BWF World Tour, aangekondigd op 19 maart 2017 en ingevoerd in 2018, is een reeks van elite-badmintontoernooien, goedgekeurd door de Badminton World Federation (BWF). De BWF World Tour is onderverdeeld in 6 levels: World Tour Finals, Super 1000, Super 750, Super 500, Super 300 en Super 100.
Mannen enkel
| Jaar | Toernooi    | Level     | Tegenstander | Score               | Resultaat |
| ---- | ----------- | --------- | ------------ | ------------------- | --------- |
| 2018 | German Open | Super 300 | Ng Ka Long   | 21–19, 18–21, 21–18 | Winnaar   |
| 2018 | India Open  | Super 500 | Shi Yuqi     | 18–21, 14–21        | 2e plaats |

### BWF Superseries
De BWF Superseries, gelanceerd op 14 december 2006 en ingevoerd in 2007, is een reeks van elite-badmintontoernooien, goedgekeurd door de Badminton World Federation (BWF). BWF Superseries bevat 2 levels: Superseries en Superseries Premier. Een seizoen van Superseries bevat twaalf toernooien over de hele wereld, die geïntroduceerd werden in 2011. Succesvolle spelers worden uitgenodigd voor de Superseries Finals op het einde van het jaar.
Mannen enkel
| Jaar | Toernooi    | Tegenstander   | Score               | Resultaat |
| ---- | ----------- | -------------- | ------------------- | --------- |
| 2017 | India Open  | Viktor Axelsen | 13–21, 10–21        | 2e plaats |
| 2015 | French Open | Lee Chong Wei  | 13–21, 18–21        | 2e plaats |
| 2014 | French Open | Wang Zhengming | 10–21, 25–23, 21–19 | Winnaar   |

### BWF Grand Prix
De BWF Grand Prix bevat twee levels: Grand prix en Grand Prix Gold. Het is een reeks van badmintontoernooien, goedgekeurd door de Badminton World Federation (BWF) sinds 2007.
Mannen enkel
| Jaar | Toernooi            | Tegenstander     | Score               | Resultaat |
| ---- | ------------------- | ---------------- | ------------------- | --------- |
| 2017 | Chinese Taipei Open | Wang Tzu-wei     | 18–21, 21–19, 21–15 | Winnaar   |
| 2017 | German Open         | Wang Tzu-wei     | 21–16, 21–14        | Winnaar   |
| 2016 | Macau Open          | Zhao Junpeng     | 11–21, 19–21        | 2e plaats |
| 2016 | Chinese Taipei Open | Qiao Bin         | 21–18, 21–17        | Winnaar   |
| 2016 | German Open         | Lin Dan          | 21–15, 17–21, 17–21 | 2e plaats |
| 2015 | Chinese Taipei Open | Chen Long        | 21–15, 9–21, 6–21   | 2e plaats |
| 2014 | Bitburger Open      | Scott Evans      | 21–17, 21–10        | Winnaar   |
| 2014 | U.S. Open           | Nguyễn Tiến Minh | 19–21, 21–14, 19–21 | 2e plaats |
| 2013 | Bitburger Open      | Marc Zwiebler    | 13–21, 21–18, 21–15 | Winnaar   |
| 2012 | Bitburger Open      | Marc Zwiebler    | 21–19, 21–12        | Winnaar   |
| 2012 | Chinese Taipei Open | Nguyễn Tiến Minh | 11–21, 17–21        | 2e plaats |
| 2012 | Canada Open         | Lin Yu-hsien     | 15–21, 21–16, 21–9  | Winnaar   |
| 2011 | Dutch Open          | Hsueh Hsuan-yi   | 21–18, 15–21, 16–21 | 2e plaats |

### BWF International Challenge/Series
Mannen enkel
| Jaar | Toernooi                | Tegenstander   | Score        | Resultaat |
| ---- | ----------------------- | -------------- | ------------ | --------- |
| 2012 | Welsh International     | Kuan Beng Hong | 21–15, 21–13 | Winnaar   |
| 2012 | Norwegian International | Tan Chun Seang | 21–17, 21–12 | Winnaar   |
| 2012 | Iceland International   | Ha Young-woong | 21–19, 23–21 | Winnaar   |

Gemengd dubbel
| Jaar | Toernooi              | Partner        | Tegenstander                             | Score       | Resultaat |
| ---- | --------------------- | -------------- | ---------------------------------------- | ----------- | --------- |
| 2012 | Iceland International | Chiang Mei-hui | Helgi Johannesson Elin Thora Eliasdottir | 21–16, 21–9 | Winnaar   |